# Enes pulicaris
Enes pulicaris là một loài bọ cánh cứng trong họ Cerambycidae.